# نیک آفرمن
نیک آفرمن (انگلیسی: Nick Offerman؛ زادهٔ ۲۶ ژوئن ۱۹۷۰) یک هنرپیشه اهل ایالات متحده آمریکا است. وی از سال ۱۹۹۷ میلادی تاکنون مشغول فعالیت بوده است.
وی همسر مگان مولالی بازیگر و خوانندهٔ آمریکایی است. آنها در سال ۲۰۰۳ با هم ازدواج کرده‌اند.

## فیلمشناسی
| نام فیلم                              | سال تولید | نقش | توضیحات |
| ------------------------------------- | --------- | --- | ------- |
| شهر فرشته‌ها                           | ۱۹۹۸      |     |         |
| جزیره گنج                             | ۱۹۹۹      |     |         |
| سرسبز                                 | ۲۰۰۰      |     |         |
| قتل با اعداد                          | ۲۰۰۲      |     |         |
| نوامبر                                | ۲۰۰۴      |     |         |
| نفرین‌شده                              | ۲۰۰۴      |     |         |
| شهر گناه                              | ۲۰۰۵      |     |         |
| دختر شایسته اخلاق ۲: مسلح و شگفت‌انگیز | ۲۰۰۵      |     |         |
| مردانی که به بزها خیره می‌شوند         | ۲۰۰۹      |     |         |
| گرفتن شانس                            | ۲۰۰۹      |     |         |
| خیابان جامپ شماره ۲۱                  | ۲۰۱۲      |     |         |
| ارنست و سلستین                        | ۲۰۱۲      |     | صداپیشه |
| سیاه‌مست                               | ۲۰۱۲      |     |         |
| ما میلرها هستیم                       | ۲۰۱۳      |     |         |
| پادشاهان تابستان                      | ۲۰۱۳      |     |         |
| پردیس                                 | ۲۰۱۳      |     |         |
| خیابان جامپ شماره ۲۲                  | ۲۰۱۴      |     |         |
| فیلم لگو                              | ۲۰۱۴      |     | صداپیشه |
| ارنست و سلستین                        | ۲۰۱۴      |     |         |
| من و ارل و دختر در حال مرگ            | ۲۰۱۵      |     |         |
| شوالیه جام‌ها                          | ۲۰۱۵      |     |         |
| دنی کالینز                            | ۲۰۱۵      |     |         |
| خیابان کندی کین                       | ۲۰۲۳      |     |         |
| پول احمقانه                           | ۲۰۲۳      |     |         |

## تصاویر برهنه
در تاریخ آوریل ۲۰۱۵، تعدادی عکس برهنه از نیک آفرمن به همراه چلسی هندلر در مجلهٔ «Esquire» منتشر شد.

## موزیک ویدئو
وی در موزیک ویدئوی «کوکائین» که توسط یک گروه پانک به نام «FIDLAR» اجرا شده بود، نقش آفرینی کرده است. در موزیک ویدئوی دیگری به نام «بهترت می‌کنم» که توسط گروه «The Decemberists» خوانده شده بود نیز ایفای نقش کرده است. وی یک موزیک ویدئو نیز برای گروه موسیقی «Tweedy» کارگردانی نموده است.